# 广州中船南沙龙穴造船基地
广州中船南沙龙穴造船基地位于中国广州市南沙区龙穴岛，为中国船舶集团中华南地区最大的造修船基地，继上海、大连之后的中国第三大造船基地。
该基地岸线长4.5公里，腹地纵深1.3公里，规划用地面积约510万平方米，由北至南分为造船区、修船区、工程区、特种船舶建造区、大型机械加工及船舶甲板机械和海洋工程机械项目区等五大区域。于2004年9月25日动工建设，2008年3月28日开工造船。